# Zygia heteroneura
Zygia heteroneura är en ärtväxtart som beskrevs av Rupert Charles Barneby och James Walter Grimes. Zygia heteroneura ingår i släktet Zygia och familjen ärtväxter. Inga underarter finns listade i Catalogue of Life.